# La Continence de Scipion (Pittoni)
Pour les articles homonymes, voir La Clémence de Scipion.
La Continence de Scipion, ou La Continenza di Scipione, est un tableau de l'artiste Giovanni Battista Pittoni, réalisé entre 1733 et 1734. Cette peinture est le pendant de Polyxène devant le tombeau d'Achille de Pittoni exposé au musée du Louvre à Paris.

## Histoire
L'épisode narré remonte à 211 av. J.-C. après la conquête de Carthagène (Espagne) par les Romains pendant la deuxième guerre punique :  Scipion l'Africain, leur chef, avait reçu de ses soldats un jeune prisonnier d'une grande beauté ; mais au lieu de le garder comme son amant forcé, il la rendit à son père et à son ami.
Il existe au moins quatre versions de ce sujet et c'est la plus ancienne.